# Antigua Hawksbills
Antigua Hawksbills war ein Cricketverein, der Antigua in der Caribbean Premier League in den Jahren 2013 und 2014 repräsentierte. Aufgrund der schlechten Leistungen wurde das Team aufgelöst. Viele der Spieler wechselten zum 2015 neu gegründeten Franchise St Kitts and Nevis Patriots.

## Abschneiden in der CPL
| Jahr | Spiele | Siege | Niederlagen | No Result | Endplatzierung (Vorrunde) |
| ---- | ------ | ----- | ----------- | --------- | ------------------------- |
| 2013 | 7      | 2     | 5           | 0         | Vorrunde (5/6)            |
| 2014 | 9      | 1     | 8           | 0         | Vorrunde (6/6)            |